# Thalassodes opalina
Thalassodes opalina är en fjärilsart som beskrevs av Butler 1880. Thalassodes opalina ingår i släktet Thalassodes och familjen mätare. Inga underarter finns listade i Catalogue of Life.